# Ammodramus bairdii
Ammodramus bairdii е вид птица от семейство Овесаркови (Emberizidae).

## Разпространение
Видът е разпространен в Канада, Мексико и САЩ.